# Ali Mahlodji

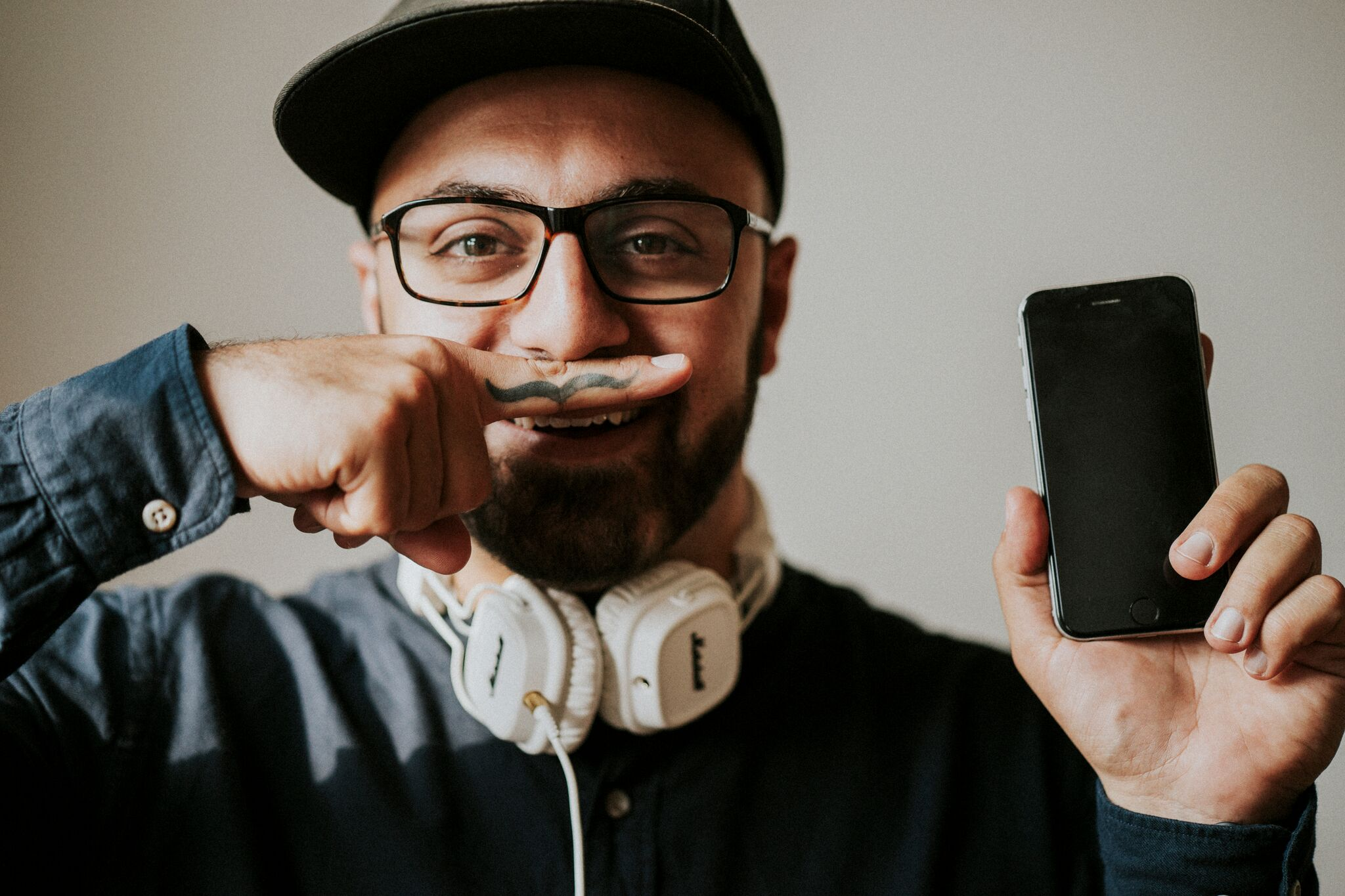
Ali Mahlodji (2013)

Ali Mahlodji (* 1981 in Teheran, Iran) ist ein internationaler Unternehmer, Gründer von whatchado, EU-Jugendbotschafter, Keynotespeaker, Investor, Berater und Autor.

## Leben
Ali Mahlodji wurde als Sohn von Minoo Mirkhani und Mohsen Mahlodji geboren. Aufgrund der Teilnahme an einer Demonstration gegen die damalige Regierung sah sich die Familie 1983 gezwungen, aus dem Iran in die türkische Provinz Hakari zu fliehen. Dort wurde sie mithilfe von Amnesty International, dem Flüchtlingshilfswerk der Vereinten Nationen (UNHCR) und dem Österreichischen Innenministerium ins Flüchtlingsheim Traiskirchen gebracht.
In Wien besuchte Ali Mahlodji eine Höhere Technische Lehranstalt (HTL), die er ein Jahr vor der Matura abbrach. Daraufhin begann er, als Lagermitarbeiter in einer Produktion von pharmazeutischen Produkten zu arbeiten.
Nach der Beförderung zum Produktionsleiter entschloss sich Mahlodji, die Abendmatura in den nächsten drei Jahren an der HTL Spengergasse nachzuholen. Anschließend an die Matura studierte er berufsbegleitend an der Fachhochschule Technikum Wien und schloss mit dem Bachelor of Science in zwei anstelle von drei Jahren Regelstudienzeit ab.
Während des Studiums wurde die Firma Sun Microsystems auf ihn aufmerksam, da er sich über 70 Mal bei ihr bewarb. So erhielt er 2005 eine Einladung auf die SUN-Network-Konferenz und bekam daraufhin von Reinhard Töglhofer ein Praktikum als Projektmanager angeboten. Mit dem abgeschlossenen Studium endete 2006 auch sein Praktikum bei SUN Microsystems, da er seinen Zivildienst bei der Wiener Diakonie ableisten musste. 2007 stieg Mahlodji bei Siemens als Trainee zum Management-Berater im SAP-Bereich ein und wechselte dann nach eineinhalb Jahren wieder zu Sun als „Global Engagement Manager“.
Mahlodji verließ Sun und begann bei Super-Fi als Projektleiter und später zusätzlich als Lehrer am Gymnasium Haizingergasse zu arbeiten. In seiner Autobiographie „Und was machst du so?“ beschreibt er, wie er durch die Lehrtätigkeit bemerkte, dass seine Schüler damit kämpften, in einer sich ändernden Arbeitswelt eine Berufswahl zu treffen. Dies soll ihn dazu geführt haben, sich wieder an seine Kindheitsidee des Handbuchs der Lebensgeschichten zu erinnern. Dieser Idee nach sollte jeder Mensch seinen Beruf beschreiben und erklären, wie er dazu gekommen ist. Dieses Handbuch der Lebensgeschichten setzte er mit vier Freunden (Jubin Honarfar, Stefan Patak, Manuel Bovio und Kambis Kohansal Vajargah) 2011 um, indem sie die Berufsorientierungsplattform „whatchado“ veröffentlichten.
Im Juli 2015 übergab Mahlodji den CEO-Titel an seinen Mitgründer und Kindheitsfreund Jubin Honarfar und tritt seitdem als „Chief Storyteller“ und „Chief Visionary“ in der Rolle des Außenbotschafters auf und hält weltweit Keynotes. Unter anderem auf der TEDx San Francisco, dem Europäischen Forum Alpbach, in den UN Headquarters in New York oder dem Pioneers Festival. Der Schwerpunkt seiner Keynotes liegt nach eigenen Angaben vor allem auf dem Thema „Menschen und ihre Potentiale“. Außerdem besucht er jährlich über 50 Schulen und Bildungseinrichtungen und stellt das von whatchado selbst entwickelte Berufsorientierungskonzept „whatchaSKOOL“ vor. Des Weiteren hält er an Universitäten wie beispielsweise der WU Wien, der FH Wien oder der Johannes Kepler Universität Linz Gastvorträge und berät Firmen bei internen und externen Change- und Innovationsprozessen.
Am 11. August 2017 erschien Mahlodjis erstes Buch Und was machst Du so? im ECON Verlag. Seit 2018 arbeitet er zudem als Trend- und Zukunftsforscher und ist Verfasser des Work Report 2019, welches er zusammen mit dem Zukunftsinstitut herausbrachte. Im Frühling 2020 startete er das Podcast-Format Die Ali Mahlodji Show, in dem er in jeder Episode einen anderen Gast interviewt.

## Auszeichnungen
- 2011 Social Impact Award
- 2012 Ernennung zum Österreichischen Integrationsbotschafter durch Staatssekretär Sebastian Kurz[6]
- 2012 Ernennung zum Jugendbotschafter, Rotes Kreuz
- 2012 Onliner und Innovator des Jahres durch die Österreichische Werbebranche
- 2013 Deutscher Preis für Onlinekommunikation
- 2013 Ernennung zum EU-Botschafter für Jugend auf Lebenszeit durch EU-Kommissarin Vassilio[7]
- 2013 European Digital Communication Award
- 2013 Trigos Award
- 2013 European Youth Award
- 2013 UN World Summit Award
- 2013 Österreichischer Staatspreis für Bildung und Wissen
- 2014 Human Resources Excellence Award
- 2015 Ernennung zum EU Ambassador for the „new narrativ“ durch EU-Kommissar Tiber Navracsics
- 2015 Top50 Leader beim AIM-Führungskräfteprogramm des Europäischen Forum Alpbach
- 2015 Top30 der „Nachhaltigen Gestalter:innen“ vom Business Art Magazin
- 2017 XING New Work Award
- 2017 Award Verdienst um europäische Bildung im Rahmen von Erasmus+
- 2017 International Coaching Award
- 2018 Ernennung zum EU Ambassador for Vocational Skills
- 2018 Nominierung EY Entrepreneur of the Year Award Kategorie „Social Entrepreneurship“
- 2020 Gewinner Business Art Award – „Nachhaltigen Gestalter:innen“ vom Business Art Magazin
- 2021 Member of the FORBES Business Council
- 2022 Top Voices LinkedIn

## Publikationen
- Ali Mahlodji: Und was machst du so? Vom Flüchtling und Schulabbrecher zum internationalen Unternehmer. Econ, 2017, ISBN 978-3-430-20234-3.
- Ali Mahlodji: Work Report 2019. Zukunftsinstitut, 2018, ISBN 978-3-945647-51-6.
- Ali Mahlodji: Entdecke dein Wofür: Der Weg zu einem Leben, das wirklich deins ist. GU, 2020, ISBN 978-3-8338-7251-8.
- Ali Mahlodji: Next Level Work: Eine Anleitung zum mutigeren Arbeiten. Zukunftsinstitut, 2021, ISBN 978-3-945647-85-1.